# Spinning Out
Spinning Out est une série télévisée américaine créée par Samantha Stratton, mise en ligne le 1er janvier 2020 sur le service streaming Netflix.

## Synopsis
Dans la famille Baker, il y a la mère, ancienne patineuse artistique, et les deux filles, toutes deux patineuses artistiques. Elles vivent dans une station de ski de l'Idaho, entourées d'entraîneurs, de médecins, de partenaires sportifs, de rivaux, d'amis et d'ennemis. Amours, secrets, amitiés, trahisons et retrouvailles se succèdent sur fond de rêve olympique.

## Distribution

### Acteurs principaux
- Kaya Scodelario (VF : Kelly Marot) : Katarina « Kat » Baker
- January Jones (VF : Nathalie Karsenti) : Carol Baker
- Willow Shields (VF : Zina Khakhoulia) : Serena Baker
- Evan Roderick (VF : Bruno Méyère) : Justin Davis
- Sarah Wright (VF : Marie Chevalot) : Mandy Davis
- Svetlana Efremova (es) (VF : Céline Monsarrat) : Dasha Glushenko
- Amanda Zhou (VF : Valérie Bachère) : Jennifer « Jenn » Yu
- Will Kemp (en) (VF : Julien Allouf) : Mitch
- Mitchell Edwards (VF : Mike Fédée) : Marcus
- Kaitlyn Leeb (VF : Émilie Rault) : Leah
- Charlie Hewson (VF : Benjamin Gasquet) : Dr Parker

### Acteurs récurrents
- Johnny Weir (VF : Yoann Sover) : Gabriel « Gabe » Richardson
- David James Elliott (VF : Guy Chapelier) : James Davis
- Will Bowes (VF : Tony Marot) : Brent Fisher
- Lindsey Connell (VF : Sophie Baranes) : Linda
- Grayson Long : Eddie
- Zahra Bentham (VF : Amélia Ewu) : Alana
- Morgan Kelly (en) (VF : Arnaud Arbessier) : Reggie

Version française
- Société de doublage : Lylo
- Direction artistique : Fouzia Youssef
- Adaptation des dialogues : Joséphine Landais, Maxime Blanc, Estelle Simon, Aline Langel et Joffrey Grosdidier

## Production

### Développement
En octobre 2018, il est annoncé que Netflix a commandé la production d'une série de 10 épisodes. Samantha Stratton est la créatrice et la co-showrunneuse avec Lara Olsen de la série. Elles sont également productrices déléguées avec Joby Harold (en) et Tory Tunnel. La société de production Safehouse Pictures produira la série,.

### Attribution des rôles
À l'annonce de la série, il est annoncé que Emma Roberts sera la vedette,,. Le 31 octobre 2018, Emma Roberts quitte la distribution à cause de problèmes d'emplois du temps,. En décembre 2018, il est annoncé que Kaya Scodelario remplacera Emma Roberts dans le rôle de Kat Baker. Willow Shields, Evan Roderick, Johnny Weir, Sarah Wright, Will Kemp (en), Kaitlyn Leeb, Amanda Zhou et Mitchell Edwards rejoignent la distribution dans des rôles réguliers,,. En janvier 2019, January Jones signe pour un rôle principal. Le mois suivant, il est annoncé que la patineuse Svetlana Efremova (es) et l'acteur Charlie Hewson rejoignent des rôles réguliers.

### Tournage
Le tournage s'est déroulé entre le 28 janvier et le 16 mai 2019 dans les rues de Toronto au Canada.

## Fiche technique
Sauf indication contraire, les informations mentionnées dans cette section peuvent être confirmées par les bases de données cinématographiques IMDb et Allociné,  présentes dans la section « Liens externes ».
- Titre original et français : Spinning Out
- Titre québécois : En terrain glissant
- Création : Samantha Stratton
- Réalisation : Matthew Hastings et Elizabeth Allen
- Scénario : Samantha Stratton
- Musique : Dondrea Erauw et Michael Perlmutter
- Direction artistique : Shelley Silverman
- Photographie : Alex Nepomniaschy, Tom Clancey et Jas Shelton
- Montage : Don Cassidy, Ben Wilkinson et Paul G. Day
- Production : 
  - Producteurs délégués : Samantha Stratton, Lara Olsen, Joby Harold (en) et Tory Tunnel
- Sociétés de production : Safehouse Pictures
- Société de distribution : Netflix
- Pays d'origine :  États-Unis
- Langue d'origine : Anglais
- Format : couleur - ratio écran : 4K (Ultra HD) - son Dolby Digital
- Genre : Drame
- Durée : 38 à 50 minutes

## Épisodes
1. Vous entrez à Sun Valley (Now Entering Sun Valley)
2. Bienvenue dans la famille (Welcome to the Family)
3. Avancer avec prudence (Proceed with Caution)
4. Garder Pinecrest sauvage (Keep Pinecrest Wild)
5. Dernier avertissement (Two for $40)
6. Bonne journée ! (Have a Nice Day!)
7. Le temps cicatrise tout (Healing Times May Vary)
8. L'enfer existe (Hell Is Real)
9. Une maman au top (#1 Mom)
10. Pleurs et baisers (Kiss and Cry)

## Accueil

### Réception critique
À cause d'une faible audience, la série est arrêtée après une seule saison.